# 高松建設集團
高松建設集團株式會社（英語：Takamatsu Cnstruction Group Co., Ltd.，東證1部：1762）是一所日本的建築設計、承建及地產控股公司，前身為1917年創立的高松組。公司總部則設於大阪市淀川區，業務主要分佈於日本境內及美國。除了重組前已經存在的高松建設（原高松組）外，高松建設集團亦由包括金剛組、青木朝郎建設（原青木建設）在內的21家承建商及地產公司組成。

## 歷史
- 1917年10月：高松留吉創辦高松組，此乃高松建設以至高松建設集團的起源。
- 1965年6月：高松組註冊為股份有限公司。
- 1990年10月：高松組更名為高松建設。
- 1997年10月：於大阪證券交易所中小板上市。
- 2000年1月：於東京證券交易所中小板上市。
- 2000-04年：高松建設先後購入小松建設工業及青木建設大多數股份，並於2004年將之合併為青木朝郎建設[1]。
- 2005年3月：改於上述交易所的主板上市。
- 2006年1月：高松建設吞併有接近1500年歷史的國內承建商-金剛組。
- 2008年：高松系企業進行股權重組，將轄下於1980年成立的空殼公司「日本內裝」更名為「高松建設集團」，並以此作為控股企業，而高松組改為全資附屬公司。[2]
- 2017年：高松建設集團創立100週年。
- 2019年：青木朝郎建設被高松建設集團私有化，同年結束上市地位。

## 轄下企業
- 高松建設及旗下公司
  - 金剛組
  - 中村社寺
- 青木朝郎建設及旗下公司
  - 青木海事工程
  - 未来建設工業
  - 東興地科
  - 島田組
- 高松建設集團（美國）

## 外部連結
- （日語）高松建設集團 （页面存档备份，存于）